# Bombe (électromécanique)
Pour les articles homonymes, voir Bombe.

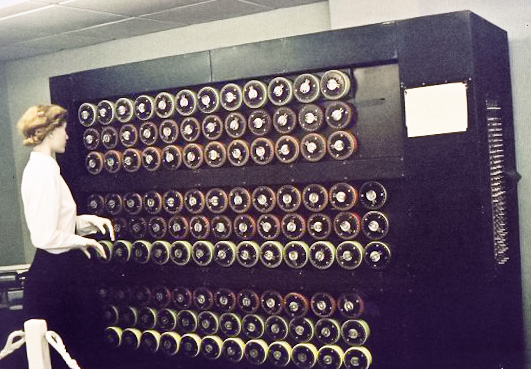
Une Bombe britannique.

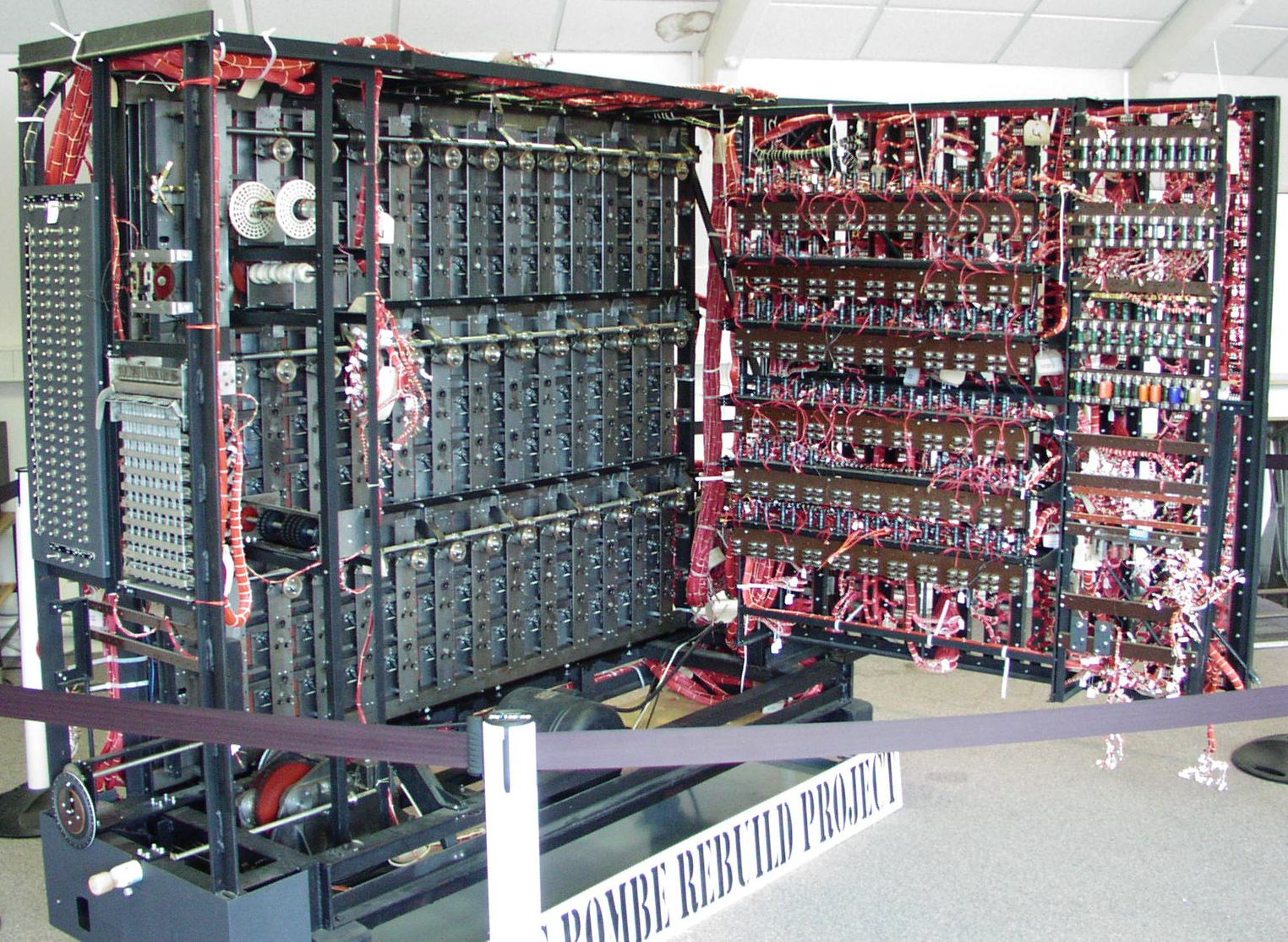
Une Bombe reconstruite à Bletchley Park.

Dans l'histoire de la cryptologie, la Bombe fut un instrument électromécanique utilisé par les cryptologues britanniques afin de casser les codes allemands d'Enigma pendant la Seconde Guerre mondiale. L'U.S. Navy et l'U.S. Army réaliseront plus tard leurs propres machines, avec les mêmes spécifications fonctionnelles, mais conçues de manière différente.

## Présentation
La Bombe tire son nom de la « Bombe cryptologique » (en polonais : « bomba kryptologiczna »), instrument conçu en octobre 1938 par le cryptologue polonais Marian Rejewski travaillant au Biuro Szyfrów.
Une machine Enigma standard mobilisait un groupe de trois rotors, chacun pouvant être installé dans vingt-six positions, et choisis parmi cinq rotors et même huit dans la marine, avec un changement quotidien selon une table elle-même secrète et spécifique aux opérateurs. D'autres versions d'Enigma utilisaient même quatre rotors. 
La Bombe essayait chaque position possible pour chacun des rotors et réalisait un test. Cette dernière éliminait des milliers de positions combinées des trois rotors ; les quelques solutions possibles étaient alors examinées manuellement. Pour utiliser une Bombe, cependant, un cryptanalyste devait d'abord produire une copie - une section de chiffrement pour lequel il pouvait deviner le décodage correspondant.
En Grande-Bretagne, Alan Turing reprend l'idée des Polonais et conçoit dès 1940 une machine plus performante, modifiée la même année par un autre mathématicien, Gordon Welchman. Turing accueille avec enthousiasme la contribution de son confrère, avec laquelle il produit la machine définitive, encore plus efficace.